# Jérémy Perbet
Jérémy Perbet (ur. 12 grudnia 1984 w Le Puy-en-Velay) – francuski piłkarz występujący na pozycji napastnika. Zawodnik klubu KV Kortrijk.

## Kariera
Perbet karierę rozpoczynał w 2003 roku w drugoligowym zespole Clermont Foot. W Ligue 2 zadebiutował 2 sierpnia 2003 roku w zremisowanym 0:0 pojedynku z FC Rouen. Graczem Clermont był przez dwa lata. W 2005 roku odszedł do AS Moulins z Championnat National. W sezonie 2005/2006 został królem strzelców tych rozgrywek.
W 2006 roku Perbet przeszedł do drugoligowego RC Strasbourg. W styczniu 2007 roku został wypożyczony do belgijskiego Royalu Chareroi. W Eerste klasse pierwszy mecz zaliczył 20 stycznia 2007 roku przeciwko Lierse SK (1:2). W Charleroi grał do końca sezonu 2006/2007. Cały następny spędził na wypożyczeniu ze Strasbourga, który awansował do Ligue 1, do zespołu Ligue 2, Angers SCO.
W 2008 roku Perbet został graczem belgijskiego pierwszoligowca, AFC Tubize. W 2009 roku spadł z nim do drugiej ligi. Na początku 2010 roku wrócił jednak do ekstraklasy, podpisując kontrakt z KSC Lokeren. Zadebiutował tam 16 stycznia 2010 roku w przegranym 1:2 spotkaniu z Sint-Truidense VV. Przez rok w barwach Lokeren zagrał osiem razy.
W styczniu 2011 roku Perbet odszedł do drugoligowego RAEC Mons. W tym samym roku awansował z nim do pierwszej ligi. W sezonie 2011/2012 z 25 bramkami na koncie został królem strzelców Eerste klasse.
W styczniu 2013 został wypożyczony do Villarreal CF z opcją definitywnego transferu po zakończeniu sezonu. Po zakończeniu sezonu 2012/2013 przeszedł na stałe do Villarreal CF. W 2014 roku przeszedł do İstanbul Başakşehir. W sezonie 2015/2016 był wypożyczony do Royalu Charleroi. Z 24 golami został królem strzelców ligi. W 2016 trafił do KAA Gent. W 2017 przeszedł do Club Brugge, a następnie został z niego wypożyczony do KV Kortrijk.